# 5513 Yukio
5513 Yukio este un asteroid din centura principală de asteroizi.

## Descriere
5513 Yukio este un asteroid din centura principală de asteroizi. A fost descoperit pe 27 noiembrie 1988 la Oohira de Watari Kakei, Minoru Kizawa și Takeshi Urata. Asteroidul prezintă o orbită caracterizată de o semiaxă mare de 2,21 ua, o excentricitate de 0,05 și o înclinație de 1,7° în raport cu ecliptica.